# Safi N'Diaye
Pour les articles homonymes, voir N'Diaye.

a Compétitions nationales et continentales officielles uniquement.

b Matchs officiels uniquement.
Dernière mise à jour le 12 novembre 2022.
Safi N'Diaye, née le 16 juin 1988 à Castres, est une joueuse de rugby à XV évoluant au poste de deuxième ligne ou troisième ligne centre au sein du Montpellier rugby club ainsi qu'en équipe de France. Elle est six fois championne de France de première division, et remporte trois fois le Tournoi des Six Nations en réalisant deux Grands Chelems.

## Biographie

### Jeunesse et formation
Née le 16 juin 1988 à Castres, Safi N'Diaye grandit ensuite dans sa ville natale du Tarn. Elle est issue d'une famille de sportifs : son père est footballeur, sa mère volleyeuse, sa sœur pratique la gymnastique rythmique et sportive à haut niveau. Safi se tourne vers le basket-ball. À 12 ans, alors qu'elle mesure déjà 1,80 m, elle rencontre un entraîneur de rugby féminin qui l'invite à assister à un entraînement : « J’ai découvert une bande de filles complètement barjots, avec une patate impressionnante, un esprit chaleureux. Elles m’ont dit : « Mardi, on joue contre les garçons, tu viens. Ne t’inquiète pas, on t’amène des affaires, tu prends le ballon et tu cours le plus vite possible » et je me suis éclatée ! Depuis, c’est toujours ma bande de copines. » C'est ainsi que débute sa formation au Castres rugby féminin (qui fusionnera en 2015 avec le Castres olympique). Avec ce club, elle est championne de France de Fédérale 3 en 2005.
Mesurant à présent 1,83 m, elle joue troisième ligne aile. Le 5 juin 2011, à Guéret, elle devient championne de France de Fédérale 2 avec le Castres RF. Elle obtient cette année-là son diplôme d'État de monitrice-éducatrice (DEME). Encouragée par son entraîneur Denis Bayle et par sa présidente Virginie Berthoumieu, elle quitte alors Castres pour le Montpellier rugby club, qui évolue en Top 10. À Montpellier, elle entame trois années de gros efforts d'entraînement et de stages. Elle remet en question sa manière de vivre, en particulier son alimentation.

### Internationale

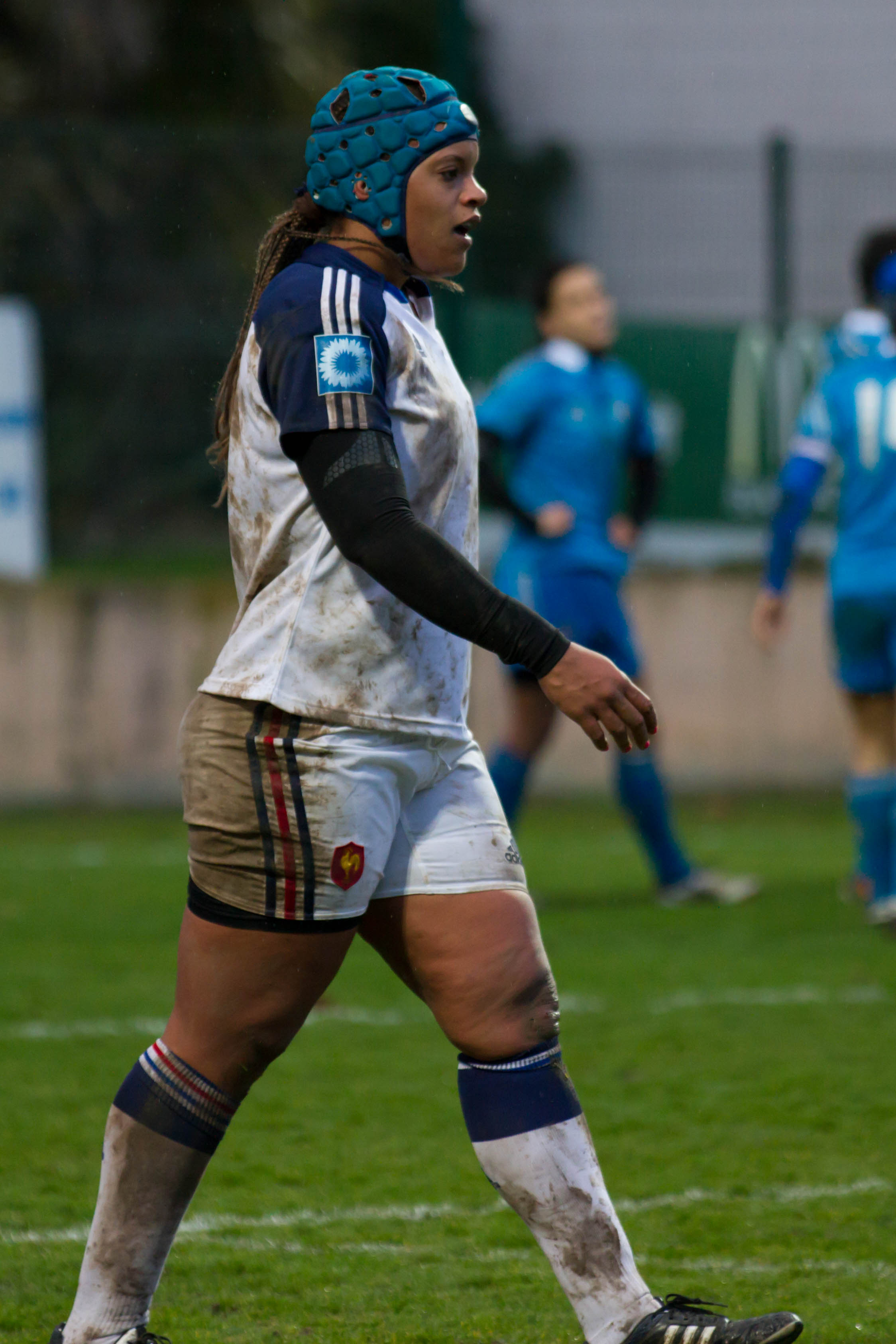
Safi N'Diaye durant le Tournoi des Six Nations 2014.

Dans le Tournoi des Six Nations 2012, le 25 février au Bridgehaugh Park de Stirling, elle monte en deuxième ligne pour honorer sa première cape, contre l'Écosse. En septembre, elle devient éducatrice spécialisée dans un Itep de Montpellier, où elle introduit le rugby. Elle s'occupe de jeunes de 6 à 20 ans présentant des troubles du comportement. En 2013, elle est championne de France de Top 10 avec le Montpellier HR. 
En mars 2014, avec les Bleues, elle remporte le Tournoi des Six Nations en réalisant le Grand Chelem. Le 27 avril, avec Montpellier, elle est à nouveau championne de France, à Arnas, en battant l'AC Bobigny (29-19),. En août, elle participe à la Coupe du monde, qui se déroule en France. Les Bleues terminent troisièmes. Le 18 novembre, N'Diaye reçoit l'Oscar Midi olympique de la meilleure joueuse française. C'est la première fois qu'une femme entre dans le palmarès. 
En 2015, avec Montpellier, elle est championne de France pour la troisième année consécutive. Elle est élue meilleure joueuse de la finale. En mars 2016, avec l'équipe de France, elle remporte le Tournoi des Six Nations.
En 2017, elle est championne de France de première division pour la quatrième fois. Elle est retenue dans le groupe pour disputer la Coupe du monde, en Irlande. Troisième ligne centre, elle réalise d'abord, de son propre aveu, deux matchs de poule « moyens » face au Japon (victoire française, 72-14) et à l'Australie (victoire, 48-0). Puis, selon la FFR, elle « explose les compteurs » face à l'Irlande (victoire, 21-5) : « un match XXL face à l’adversaire le plus difficile de la poule, évoluant qui plus est à domicile ». Elle est désignée meilleure joueuse de la rencontre. La France termine troisième de la compétition. À la reprise du Top 8, Gaëlle Mignot partie pour Richmond et le championnat professionnel d'Angleterre, N'Diaye lui succède comme capitaine de l'équipe de Montpellier. En novembre, elle est nommée par World Rugby pour le titre de meilleure joueuse de l'année.
En 2018, avec l'équipe de France, elle réalise le Grand Chelem dans le Tournoi des Six Nations. Avec Montpellier, elle est championne de France de première division pour la cinquième fois. En novembre, elle est à nouveau nommée par World Rugby pour le titre de joueuse de l'année, mais c'est une autre française, Jessy Trémoulière, qui remporte la récompense. Durant la tournée d'automne, elle rencontre les Blacks Ferns de Nouvelle-Zélande, championnes du monde en titre. Les Bleues essuient une défaite lors du premier test (0-14). Elles prennent leur revanche le 17 novembre, à Grenoble (30-27). C'est la première victoire officielle des Françaises face aux Néo-Zélandaises. Toujours en novembre, N'Diaye fait partie des 24 premières joueuses françaises de rugby à XV qui signent un contrat fédéral à mi-temps. Son contrat est prolongé pour la saison 2019-2020.
Le 23 février 2019, elle est touchée à un muscle ischio-jambier lors d'Écosse-France, troisième rencontre du Tournoi des Six Nations. Elle ne peut jouer les deux derniers matchs, contre l'Irlande et l'Italie. Après 68 sélections en équipe de France, c'est son premier forfait sur blessure. Le 18 mai, en finale du championnat, à la tête de l'équipe de Montpellier, elle marque un essai. Elle devient championne de France de première division pour la sixième fois.
Le 20 novembre 2021, lors du tournoi d'automne, Safi N'Diaye est de retour dans sa ville natale de Castres au stade Pierre-Fabre avec l'équipe de France féminine, où les Bleues battent les Black Ferns sur le score de 29 à 7.
En 2022, elle est sélectionnée par Thomas Darracq pour disputer la Coupe du monde de rugby à XV en Nouvelle-Zélande.
Elle met un terme à sa carrière après la compétition.

## Palmarès

### En club

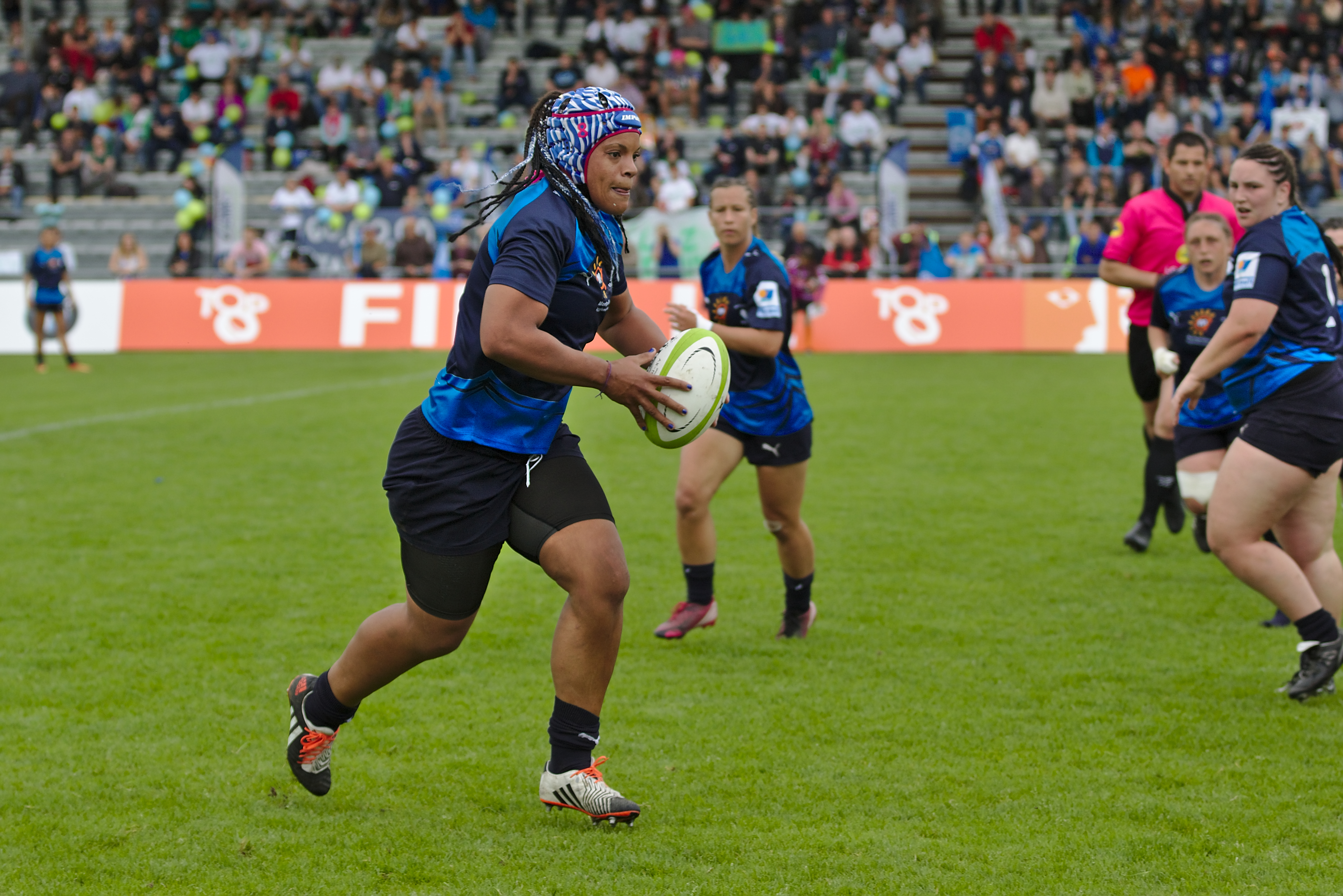
Safi N'Diaye lors de la finale 2015.

- Championnat de France féminin 1re division (Montpellier Hérault rugby) :
  - Championne (6) : 2013, 2014, 2015, 2017, 2018, 2019
- Championnat de France féminin Fédérale 3 (Castres Olympique Féminin) :
  - Championne (1) : 2005
- Championnat de France féminin Fédérale 2 (Castres Olympique Féminin) :
  - Championne (1) : 2011

### En équipe de France
- 3e de la Coupe du monde 2014 et 2017
- Tournoi des Six Nations (France) :
  - Vainqueure : 2014 (Grand Chelem), 2016 et 2018 (Grand Chelem)
  - Deuxième : 2013
- 72 sélections en équipe de France, au 2 février 2020

### Distinction personnelle
Oscars du Midi olympique : Oscar de la meilleure joueuse française 2014 (elle est la première joueuse à recevoir un Oscar du Midi olympique)

## Carrière professionnelle
Depuis 2011, Safi N'Diaye concilie le rugby de haut niveau avec son métier. Elle est monitrice-éducatrice dans un institut thérapeutique, éducatif et pédagogique, l'institut Nazareth de la Fondation de l'Armée du salut à Montpellier, qui accueille des enfants bloqués dans leurs apprentissages. Elle accompagne ces jeunes pour les aider à développer leur potentiel dans tous les domaines du quotidien. Elle y anime notamment des ateliers rugby pour que ces jeunes travaillent le respect des règles et l'esprit d'équipe.

### Reconversion
En septembre 2021, elle intègre la 12e promotion 2021-2023 du DU Manager Général du CDES de Limoges.

## Implication au sein des institutions
Elle est secrétaire générale de Provale, le syndicat des joueurs de rugby professionnels à partir de 6 octobre 2014. Le 7 janvier 2019, elle est réélue au sein du comité directeur. En 2024, elle n'est pas candidate à un nouveau mandat.
Le 9 décembre 2017, elle est élue au comité directeur de la Ligue régionale Occitanie de rugby au sein de la liste menée par Alain Doucet et soutenue par le président de la Fédération française de rugby Bernard Laporte. En 2020, elle n'est pas candidate à un nouveau mandat.
Candidate lors de l'élection partielle de mai 2023 pour renouveler 12 membres du comité directeur de la Fédération française de rugby, en soutien de l'équipe en place, elle arrive en 14e position et n'est donc pas élue.
Candidate pour intégrer le comité directeur de la Ligue nationale de rugby en mars 2025, elle n'est pas élue par l'assemblée générale,.